# Uroplectes variegatus
Espèce
Synonymes
- Tityus variegatus C. L. Koch, 1844

Uroplectes variegatus est une espèce de scorpions de la famille des Buthidae.

## Distribution
Cette espèce est endémique du Cap-Occidental en Afrique du Sud.

## Systématique et taxinomie
Cette espèce a été décrite sous le protonyme Tityus variegatus par C. L. Koch en 1844. Elle est placée dans le genre Uroplectes par Pocock en 1896.

## Publication originale
- C. L. Koch, 1844 : Die Arachniden. Nürnberg: C. H. Zeh'sche Buchhandlung, vol. 11, p. 1–174 (texte intégral).